# Concerto per pianoforte solo
Il Concerto per pianoforte solo (francese: Concerto pour piano seul) è un concerto in tre movimenti scritto da Charles Valentin Alkan per il pianoforte. I tre brani fanno parte della raccolta dei 12 Studi in tutte le tonalità minori, op. 39, di cui formano l'ottavo, il nono e il decimo studio.
Il primo movimento del Concerto, l'Allegro assai, ha inizio con un'indicazione di metronomo di 160 al quarto (è quasi un Presto), dura 72 pagine e, con le sue 1324 battute, supera come lunghezza l'intera sonata Hammerklavier di Beethoven. Il tempo totale di esecuzione si aggira intorno ai 50 minuti, di cui 30 per il primo movimento. Il Concerto, che possiede la medesima struttura tripartita della Sonata, è caratterizzato da un'elevata difficoltà tecnica: larghi arpeggi, rapide scalette, ottave, salti, tremoli, abbellimenti, gruppi irregolari di note da eseguirsi contemporaneamente a gruppi regolari (ad esempio quartine "incastrate" con terzine, cinquine e dodicesimine), note ribattute, parti che necessitano di una grande indipendenza delle dita, incroci e scambi di mano. Tutto questo materiale sonoro non ha una misura e non è inquadrato in una struttura salda, risultando icoerente tanto da farlo definire da Gastone Belotti "sgangherato"
Nella diciottesima pagina del primo movimento è presente una nota di Alkan stesso che permette di accorciare il pezzo di ben 40 pagine, per renderlo un brano da concerto di durata ordinaria.
L'estensione ricopre l'intera tastiera, e tutti i movimenti sono caratterizzati da grandi varietà timbriche: infatti parti del concerto cercano di imitare l'alternanza delle parti nell'orchestra ("tutti"-"solo"-"piano") e i suoni di particolari strumenti ("quasi trombe, violoncelli, Ribeca").
La prima esecuzione intera è stata eseguita da Egon Petri nel 1939. Alcuni tra gli esecutori moderni sono Marc-André Hamelin, Vincenzo Maltempo, Ronald Smith, Jack Gibbons, Emanuele Delucchi, John Odgon e Stéphanie Elbaz. Il primo tempo del concerto è stato trascritto per pianoforte e orchestra da Karl Klindworth nel 1872; questa versione è stata eseguita a Berlino nel 1902 e registrata nel 1997 dalla Razumovsky Symphony Orchestra, diretta da Robert Stankovsky e con Dmitrij Feofanov al pianoforte. Questa versione presenta notevoli differenze con lo spartito originale di Alkan: numerose sezioni (specialmente nella seconda parte del brano) sono tagliate, modificate o ridotte, talvolta semplificando anche le acrobazie tecniche che l'esecutore è costretto a fare nella versione originale.
Adrian Corleonis ritiene che il Concerto rappresenti l'opera per pianoforte più crudele e faticosa prima del periodo di Kaikhosru Shapurji Sorabji e Ferruccio Busoni.

## Descrizione

### Primo movimento
Il primo movimento, che dura quasi mezz'ora ed ha 1342 battute, è contrassegnato come "Allegro assai". L'esecuzione richiede un'enorme resistenza fisica e grandi capacità tecniche per coprire caratteristiche quali arpeggi, note di ottava, scale, salti, note di grazia, mani alternate, motivi di accordi di blocco che cambiano rapidamente, tremoli e trilli eseguiti dalla quarta e quinta dita con la melodia riprodotta nella stessa mano. Alkan si avvicina alla classica forma sonata, usando una doppia esposizione, ma le sezioni dell'esposizione e dello sviluppo sono notevolmente ampliate.
Le battute di apertura, che costituiscono il primo tema, sono contrassegnate come "quasi-trombe" (come le trombe). Tali notazioni appaiono frequentemente su tutta la partitura per indicare lo strumento orchestrale che il pianista dovrebbe evocare. Dopo che questo tema è stato esposto, inizia il secondo tema più contrastante e più lirico. Questo secondo tema è utilizzato in contrasto sia con il primo tema stesso sia, più in generale, con tutti i passaggi virtuosistici difficili.
Un terzo tema, più eroico nella natura e nella chiave principale, entra dopo un certo sviluppo dei primi due temi. La voce "solista" che segue la discussione di questi temi è di natura chopiniana, quasi improvvisativa. Una caratteristica notevole del movimento è il passaggio molto esteso su una costante nota "con pedale" di Sol♯, che precede la sezione di ricapitolazione.

### Secondo movimento
Il secondo movimento è contrassegnato "Adagio". La sezione introduttiva è contrassegnata come "quasi-violoncelli".

### Terzo movimento
Il movimento finale contrassegnato "Allegretto alla barbaresca", che inizia nella chiave "sbagliata" di Re maggiore, presenta difficoltà tecniche paragonabili a quelle del primo movimento, compresi salti più ampi e un uso più pervasivo dei poliritmi 3 contro 4. Un passaggio contiene l'unica notazione "quasi-ribeca", cioè come la ribeca, uno strumento a corde medievale derivato dal rebab arabo.

## Orchestrazione
Il primo movimento del Concerto fu orchestrato da Karl Klindworth. Una prima versione fu realizzata nel 1872 (il manoscritto è ora nella biblioteca del Royal College of Music di Londra) e pare che sia stata presentata ad Alkan poco prima della morte di quest'ultimo, dopo essere già stata approvata da Hans von Bülow. Klindworth ne realizzò una seconda versione, che fu eseguita a Berlino nel 1902 con la direzione di Klindworth ed il solista José Vianna da Motta, a cui era stata dedicata questa versione. La versione orchestrata si prende considerevoli libertà rispetto all'originale, con molti passaggi ampliati, troncati o modificati. Altri tentativi di orchestrare il Concerto sono stati fatti dal possibile figlio di Alkan Élie-Miriam Delaborde e dal compositore americano Mark Starr. Una registrazione della versione del 1902 di Klindworth fu pubblicata nel 1997 dalla Naxos Records con Dmitrij Feofanov come solista.

## Discografia
Nonostante le grandi difficoltà tecniche della composizione, ci sono ora una serie di registrazioni di quest'opera; tra quelle degne di nota figurano le incisioni di Jack Gibbons, Marc-André Hamelin, John Ogdon, Mark Latimer, Ronald Smith, Stephanie McCallum, Vincenzo Maltempo e Stéphanie Elbaz.